# Кватернер
| Еон                         | Ера Продължителност    | Период                 | Начало в млн. г. |
| --------------------------- | ---------------------- | ---------------------- | ---------------- |
| Фанерозой                   |                        |                        |                  |
| Неозой 65,5 млн. г.         | Кватернер              | 2,588                  |                  |
| Неозой 65,5 млн. г.         | Неоген                 | 23,03                  |                  |
| Неозой 65,5 млн. г.         | Палеоген               | 65,5                   |                  |
| Мезозой 185,5 млн. г.       | Креда                  | 145,5                  |                  |
| Мезозой 185,5 млн. г.       | Юра                    | 199,6                  |                  |
| Мезозой 185,5 млн. г.       | Триас                  | 251                    |                  |
| Палеозой 291 млн. г.        | Перм                   | 299                    |                  |
| Палеозой 291 млн. г.        | Карбон                 | 359,2                  |                  |
| Палеозой 291 млн. г.        | Девон                  | 416                    |                  |
| Палеозой 291 млн. г.        | Силур                  | 443,7                  |                  |
| Палеозой 291 млн. г.        | Ордовик                | 488,3                  |                  |
| Палеозой 291 млн. г.        | Камбрий                | 542                    |                  |
| Протерозой                  |                        |                        |                  |
| Неопротерозой 458 млн. г.   | Едиакарий              | 630                    |                  |
| Неопротерозой 458 млн. г.   | Криоген                | 850                    |                  |
| Неопротерозой 458 млн. г.   | Тоний                  | 1 000                  |                  |
| Мезопротерозой 600 млн. г.  | Стений                 | 1 200                  |                  |
| Мезопротерозой 600 млн. г.  | Ектасий                | 1 400                  |                  |
| Мезопротерозой 600 млн. г.  | Калимий                | 1 600                  |                  |
| Палеопротерозой 900 млн. г. | Статерий               | 1 800                  |                  |
| Палеопротерозой 900 млн. г. | Орозирий               | 2 050                  |                  |
| Палеопротерозой 900 млн. г. | Рясий                  | 2 300                  |                  |
| Палеопротерозой 900 млн. г. | Сидерий                | 2 500                  |                  |
| Архай                       | Неоархай 300 млн. г.   | Неоархай 300 млн. г.   | 2 800            |
| Архай                       | Мезоархай 400 млн. г.  | Мезоархай 400 млн. г.  | 3 200            |
| Архай                       | Палеоархай 400 млн. г. | Палеоархай 400 млн. г. | 3 600            |
| Архай                       | Еоархай                | Еоархай                | 4 000            |
| Хадей                       | Хадей                  | Хадей                  | 4 540            |

Кватернерът (на латински: Quartarius), известен още като четвъртичен период или антропогенен период, е геоложки период, започнал преди 2,588 ± 0,005 млн. години, който продължава и понастоящем. Той е най-младият период от ерата неозой и от своя страна се дели на плейстоцен (по-старият) и холоцен (отпреди 12000 години до днес))

## Историческа справка
През 1770-те години немският учен Авраам Готлиб Вернер (1749 – 1817) определил възрастта на рохкавите континентални „наноси“ в т.нар. „алувиалните формации“, съответстващи на сегашния кватернер. През 1823 г. английският учен Уилям Баклънд (1784 – 1856) разделил „алувиалните формации“ на две части: древни – „делувий“ (отлагания на „световния потоп“) и много младата – „алувий“ (сега терминът алувий има съвсем друго значение). През 1825 – 29 г. френският учен Жул Денуайе (1800 – 1887) обединил „делувия“ и „алувия“ в една система, която нарекъл четвъртична. Тази система той противопоставил на всички много по-древни геоложки образувания, подразделяни по това време на първични, вторични и третични. През 1832 г. английският геолог Чарлз Лайъл въвел за младите морски наслаги, непосредствено предшестващи съвременните, названието плейстоцен, по-късно разпространено и върху континенталните наслаги на „делувия“. След установяването на факта за общото изстиване на климата и мощното заледяване на сушата през плейстоцена, този период („делувий“) започнал да се назовава ледников период, а следващият „алувий“ – следледников период или холоцен. В началото на 20-ти век названието четвъртичен период става анахронизъм, тъй като геолозите вече са се отказали от остарялата номенклатура от времето на Денуайе. Поради това, през 1922 г. руският геолог Алексей Павлов предлага ново название – антропогенен период, или само антропоген, в съзвучие с названията на другите периоди от неозоя – палеоген и неоген и отразяващ важните събития от историята на органичния свят – появяването и развитието на човека и човешкото общество. Впоследствие, двете названия четвъртичен и антропогенен период се използват едновременно, но названието четвъртичен по-късно е латинизирано под името кватернер.

## Периодизация
Като еталон за долната граница на кватернера се считат основите на морските калабрийски и континентални средновилафранкски пластове в Италия. Обичайно се приема двучленната схема на деление на кватернера на долен (ео-), среден (мезо-) и горен (нео-) плейстоцен и холоцен, въведена през 1932 г. от Комисията по международната карта на кватернерните наслаги в Европа. Обемът на плейстоцена се тълкува обаче различно, като някои учени изключват от неговия състав еоплейстоцена. Даже при максимално допустима продължителност на кватернера, той се оказва много по-кратък от всеки друг геоложки период и за възстановяването на събитията по негово време са необходими много по-детайлни разчленения. Поради това, заедно с методите на биостратиграфията, широко се използва и климатостратиграфското разчленение на кватернера, основано на многократните и резки изменения на климата. Признаци за тези изменения са: смяната на типовете наслаги, погребаните почви, остатъците от топло- и студоустойчиви животни и особено спорите и прашеца на сухоземните растения.
За еталон на климатостратиграфията на кватернера се счита схемата, съставена от Албрехт Пенк и Едуард Брикнер (1862 – 1927) през 1909 г. за Алпите. В нея са обособени 5 периода на резки застудявания, следствие от които са били силното разрастване на континенталните ледници (ледникови периоди, или глациали), разделени от затопляния, когато ледниците отново се съкращават до съвременните или още по-малки размери (междуледникови периоди, или интерглациали). Две от заледяванията (дунавско и гюнцко) се отнасят към периода на вилафранка (горния плиоцен), а три (минделско, риско и вюрмско) – много по-късно. С тази алпийска схема са съпоставими континенталните заледявания в средните географски ширини, покриващи във фазите на застудяване едновременно огромни площи от континентите в Северното полукълбо. Повечето от тези съпоставки са приблизителни или спорни и в тази връзка съществуват много местни схеми със свои названия на ледникови и междуледникови периоди. Ледниковите периоди, първоначално обособени в алпийските и други схеми, сами се разпадат на отделни стадии на заледяване, наречени стадиали, по време на които ледниците рязко се разширяват (настъпват), и интерстадиали, когато те рязко се съкращават (отстъпват) в резултат на относителното затопляне на климата. По този начин е много трудно обективно да се обособят големите интерстадиали от истинските междуледникови периоди, поради което различни изследователи изброяват различен брой заледявания. Има даже привърженици на т.нар. моноглациализъм, считащи, че е имало само едно кватернерно заледяване с много големи и малки стадии. Повечето изследователи обаче приемат концепцията за множеството заледявания или т.нар. полиглациализъм, изброявайки от 3 до 8 самостоятелни заледявания. При това някои отнасят първите континентални заледявания към времето на вилафранка (горния плиоцен), а други считат, че всичките заледявания са станали много по-късно. Единна общопризната международна стратиграфска скала на кватернера все още няма, поради което се приемат различни, понякога даже взаимоизключващи се схеми.

## Обща характеристика
Най-характерната черта на кватернера се явява общото застудяване на климата на Земята, на фона на което периодически са се повтаряли фази на рязки застудявания, особено силно проявени в средните географски ширини на континентите в Северното полукълбо, където възникват обширни континентални ледници. В повечето от частите на тропичния и екваториалния пояс климатът слабо се е изменял и обстановката там е оставала близка до съвременната. Въпреки това, анализът на тинята, взета от дъното на Световния океан показва, че даже в тропиците средната температура на морската вода се е колебаела в пределите до 6°С, което се установява по смяната на прослойките с относително по-студолюбиви и топлолюбиви видове фораминифери и по измененията в техните раковини на съдържанието на изотопите на кислорода О16 и О18.
Първите вълни на значително застудяване (дунавско и гюнцко) се отнасят още към времето на горния плиоцен. Някои изследователи считат, че тогава не само се увеличават планинските ледници, но и възникват големи континентални заледявания (небраско в Северна Америка, подляско в Полша, древните заледявания в Литва и Беларус). Повечето обаче предполагат, че по това време климатът е бил много по-топъл, отколкото сега, като фазите на застудяване са били слаби и краткотрайни, а горепосочените заледявания са с много по-млада възраст. Въпреки това, тези застудявания оказали силно влияние на органичния свят. Субтропичната растителност в средните ширини отстъпила място на степите и горите почти до съвременният им облик. В моретата на Западна и Южна Европа проникнали северни видове мекотели, измрели болшинството от неогеновите форми бозайници, с изключение на отделни реликти (мастодонтите от рода Anancus и др.), и достигнали разцвет нови, типично антропогенни техни групи – слонове (сем. Elephantidae – род Archidiskodon), съвременните бикове (подсем. Bovinae – родове Leptobos, Bison), еднокопитни коне (род. Equus. l.) и др.
От края на горния плиоцен и до края на плейстоцена многократните вълни от застудяване, заедно с повсеместното увеличаване на планинските ледници, вече несъмнено се е съпровождало с развитието на обширни континентални заледявания в Европа, Северна Азия и Северна Америка. Тези заледявания оставили след себе си морени, флувио-глациални (водно-ледникови) и лимно-лациални (езерно-ледникови) наслаги, покриващи обширни територии. Максималното разпространение на ледниците достигнало по времето на средноплейстоценското – днепровското заледяване в Източноевропейската равнина, риското в Алпите и илинойското в Северна Америка. Общата площ на ледниците на Земята тогава се увеличила приблизително тройно в сравнение със съвременната. Континентални ледници се спускали на юг в Източноевропейската равнина до 48°30′ с.ш., а в Северна Америка почти до 37° с.ш. Средните годишни температури в Европа се понижили приблизително до 6 – 8°С, а областта с вечна замръзналост се разпространила чак до Южна Франция. Не по-малко суров е бил климатът и по време на горноплейстоценските заледявания (калининско, валдайско, вюрмско, уисконсинско), макар че площта, заета от ледници, да е била значително по-малка.
По време на заледяванията рязко се изменя зоналността на климата и растителността на сушата не само поради застудяването, но и вследствие на изменението на общата циркулация на атмосферата под въздействието на огромните маси от континентални ледове. В близките до тях области климатът се засушавал и възникнала широка периглациална зона със своеобразен ландшафт, съчетаващ признаците на тундрата и степта. Горската зона на умерения пояс се преместила на юг, изтъняла, а на места и изчезнала, поради което периглациалната тундрово-степна зона направо е преминавала в разположените южно от нея истински степи. В тази обширна засушлива зона са се формирали льосовите и льосовидни почви и е била обитавана от т.нар. „ледникова“ фауна. В нейния състав влизали измрелите понастоящем мамути (Mammuthus), вълнести (сибирски) носорози (Coelodonta antiquitatis) и живеещите сега в тундрата овцебици, северни елени, полярни лисици, леминги, полярни гъски, които тогава са били разпространени на юг чак до полуостров Крим и Северен Кавказ. Същото се отнася и за сегашните степни и лесостепни животни – диви коне, антилопи сайга, бизони, благородни елени. Още по на юг, в зоната на пустините и полупустините на субтропичните и тропичните пояси, на заледяванията съответствали фази на значително овлажняване на климата, т.нар. плувиали, по време на които възникнали големи сладководни и соленоводни езерни (сега пресъхнали) водоеми. Даже във вътрешните области на Сахара тогава проникнали влаголюбиви животни, като хипопотами и крокодили. По време на междуледниковите фази се възстановявала близката до съвременната зоналност, а климатът е ставал понякога даже по-топъл от сегашния. Например, в микулинската междуледникова епоха широколистните гори в Европа достигали на север до към 60° с.ш., където сега е разположена тайгата. В зоните на пустините и полупустините междуледниковите фази били съпроводени със засушаване на климата, т.нар. аридни фази.
За образуването на големите континентални ледници са се разходвали огромни количества води, заимствани от океаните, а след тяхното разтопяване, те отново са връщали в тях. Това предизвиквало общи, т.нар. евстатични, колебания на морското равнище. По време на ледниковите фази океаните и моретата са се понижавали по различни данни с 85 – 120 m по отношение на съвременните, поради което големи части от сегашните морски плитчини покрай бреговете на Евразия и Северна Америка са се осушавали. Британските острови нееднократно са се свързвали с континентална Европа, а на мястото на Беринговия проток е възникнал „мост“ от суша между Азия и Северна Америка. По този мост в Евразия проникнали някои североамерикански животни (например северни елени), а в Северна Америка – някои евроазиатски (например мамути). По този мост може би преди 20 – 30 хил. години станало и заселването на човека в Северна и Южна Америка. През междуледниковите фази морското ниво се приближавало до съвременното или даже го е надвишавало, поради което някои ниски части на континентите били заливани от морето. На места настъплението на морската вода на сушата било свързано с местни тектонски потъвания, които по време понякога съвпадали и със заледяванията. Поради това, по тези места заедно с континенталните морени се срещат ледниково-морски наслаги. Измененията на климата и колебанията на морското равнище в по-слаба форма ставали и по време на следледниковата, или холоценска епоха (т.е. през последните 10 000 години). Така например най-голямо затопляне на климата в Европа е имало преди около 5 – 6 хил. години и това явление е известно като температурен оптимум или температурен максимум. В този период се смята, че температурите около Северния полюс са били с 4°C по-високи от сегашните, но това не важи за останалите части от планетата. След този период започва бавното и постепенно затопляне на климата.
По време на кватернера продължават мощните тектонски движения на земната кора, особено силно проявяващи се в Алпо-Хималайската геосинклинална област на Евразия, в зоната на младите нагънати структури по перифериите на Тихия океан и в планинските системи на Централна Азия (Тяншан, Алтай, Саяни). През по-голямата част от плейстоцена по перифериите на Тихия океан, в Кавказ, в Исландия, в Източна Африка и в някои други райони много по-интензивно, отколкото сега, се проявява вулканична дейност. Независимо от измененията и очертанията на сушата и моретата, те сравнително малко са се различавали от съвременните, поради което на повърхността на сушата преобладават континенталните кватернерни наслаги. Сред тях се различават редица генетични типове, отличаващи с динамиката на натрупване (наслояване), строеж и състав. Освен споменатите вече комплекси от ледникови наслаги и льос широко разпространение имат още алувий, пролувий, езерни наслаги, еолови пясъци и елувий. В различни части на континентите те играят различна относителна роля. Всичките те служат за субстрат на съвременната почва, явяват се важни обекти на инженерно-геоложките търсения на полезни изкопаеми, главни източници за добив на строителни материали (пясък, филц, чакъл, глина и др.), торф, свързаните с тях находища на благородни метали, диаманти и други полезни минерали. Особеностите на теоретичните проблеми и своеобразните методи при изучаването на кватернерните наслаги довеждат до обособяването на самостоятелна геоложка дисциплина – кватернерна геология.

### Климат
Локалните особености на различните микроклимати вероятно са играли значителна роля. Смята се, че оптимумът се е случил преди 9000 до 5000 г. Оптимумът бива назоваван още холосценичен температурен максимум, средно-холосценичен топъл период, мегатермален холосцен и др. Науката, занимаваща се с историческия климат, се нарича палеоклиматология.
В общи черти от края на VIII хил. пр.н.е. до края на V хил. пр.н.е. (в калибрирани С14 дати) Сахара е представлявала цветуща степ, а нивото на Черно море все още е оставало с 4 до 8 m под съвременното. Разтопяването на ледниците е довело в крайна сметка до намаляване на световния обем на ледниците сравнено с днешния им обем, което в началото на IV хил. пр.н.е. повдига нивото на Световния океан до 3 m над съвременното. Вероятно това обяснява пренасянето на неолитното население в българските земи от равнините към платата.

### Климат през последния глациал (Балкански Вюрм)
Има направени само два пълни поленови профила, документирайки Балканския Вюрм, и двата са от Гърция (Wjmstra 1969; Bottema 1974). По-голямата част от България, значителни части от Македония, Тесалия и повечето от полуостров Пелопонес са част от еднаква климатична и фитогеографска зона, ето защо поленните проучвания от Гърция може да се приложат и в България. Базирани на тях може да се определят три периода по време на Вюрма. Степна зона (ниските части), Гористи местности (между 400 – 500 м надморска височина предимно иглолистни) и Алпийска степ.

#### Ранен Вюрм
1. Драма Интерстадиален Климат – топъл, първоначално сух с увеличаваща се влажност към края;
2. Вюрм 1а Стадиален – хладен, сух и с къса продължителност;
3. Елеутерополис Интерстадиален – топъл и сух 50,000 BP;
4. Вюрм 1б Стадиален – значително хладен и сух 50,000 – 40,000 BP;

#### Среден Вюрм
1. Хераклица Интерстадиален – вжлажен с амплитудно затопляне 44,000 – 40,00 BP;
2. Среден Вюрм 1 – хладна осцилация 39,000 – 38,000 BP
3. Калабаки 1 Интерстадиален – относително сух с ниска амплитуда на затопляне 37,000 – 36,000 BP;
4. Среден Вюрм 2 – хладна осцилация 35,000 BP;
5. Калабаки 2 Интерстадиален – сух с малка амплитуда на затопляне 34,000 – 33,000 BP;
6. Среден Вюрм 3 – хладна осцилация 33,000 – 32,000 BP;
7. Кринидес 1 Интерстадиален – топъл със значителна амплитуда, значително овлажняване 31,000 – 28,000 BP;
8. Среден Врюм 4 – хладна осцилация;
9. Кринидес 2 Интерстадиален – ниска влажност с малка амплитуда на затопляне 27,000 – 25,000 BP;

#### Късен Вюрм
1. Вюрм 3а Стадиален – хладен с варираща степен на сух климат 25,000 – 18,000 BP;
2. Филипи Интерстадиал – топъл с ниска влажност и значителна амплитуда 18,000 – 15,000 BP;
3. Вюрм 3б Стадиален – топъл с повишена влажност 15,000 – 12,000 BP;

### Флора и фауна
В повечето области на Земята в края на кватернер окончателно се формира съвременният облик на природната среда, включително растителността и животинският свят.
В България сигурни следи от заледяване има в Рила и Пирин. При затоплянето, някои долини и полета били заблатени или потопени. През късния квартернер, в северната част на България станало натрупване на льос, достигащо в някои райони до 100 м (Русе). Льосът в северна България говори за континентален климат, което означава, че условията са били по-благоприятни спрямо Централна и Северна Европа. По време на ледниците горската линия била около 1100 – 1400 м. Горската растителност била богата. В планините имало бореални иглослистни гори, а в по-нисколежащите планински масиви – широколистни от европейски тип. В междуледниковите периоди растителността около речните корита виреела и привличала диви животни. Със затоплянето се появява и диференциация във флората и фауната. Дивото магаре, дивият кон, безоаровият коезел и турът изчезват.

## Палеолитни култури в България
Много богати находища в България са с липсваща стратиграфска информация и без графична документация. Има смесване на находки от среден и късен палеолит и единственият начин за диференциация е базиран на технологичен и типологичен подход.
Културите от този период се определят от находищата на оръдия на труда (кремъчни) и тяхната типология. От тук може да се определят 2 вида основни групи – Мустерианска и Шарентска. Мустерианската се разделя на такива с тип Леваоа и без Леваоа.
В пещерата Бачо Киро са открити най-ранните останки на homo sapiens на Балканите.